# Witte bastmineermot
De witte bastmineermot (Zimmermannia atrifrontella) is een vlinder van de familie van de dwergmineermotten (Nepticulidae). De wetenschappelijke naam van deze soort is voor het eerst voorgesteld als Trifurcula atrifrontella door Henry Tibbats Stainton in een publicatie uit 1851.

## Verspreiding
De soort komt voor in een groot deel van Europa, waaronder Noorwegen, Zweden, Finland, Estland, Letland, het Verenigd Koninkrijk, Denemarken, Nederland, België, Frankrijk, Duitsland, Polen, Tsjechië, Slowakije, Zwitserland, Liechtenstein, Oostenrijk, Hongarije, Roemenië, Portugal, Spanje, Italië, Slovenië, Kroatië, Noord-Macedonië, Griekenland, Europees Rusland en Oekraïne (de Krim).

### Voorkomen in Nederland
De witte bastmineermot is zeldzaam in Nederland met ver verspreide vindplaatsen door het hele land. De vlinders vliegen in één enkele generatie van juli tot september.

## Biologie
De rups leeft op Quercus robur en Quercus pubescens. De larven maken een gangmijn in de nog gladde schors van niet te oude takken en stammen, voornamelijk op de zon beschenen zijde. De verpopping vindt plaats buiten de mijn in een bruine cocon. 